# Meztelen mennyország
A Meztelen mennyország (eredeti címe: The Other Side of Heaven) 2001-ben bemutatott amerikai filmdráma, amelyet Mitch Davis írt és rendezett. A forgatókönyvet John H. Groberg The Eye of the Storm című önéletrajzi regénye alapján készítették. A főbb szerepekben Christopher Gorham és Anne Hathaway. 2001. december 14-én mutatták be az Egyesült Államokban. Magyarországon a televízióban jelent meg 2005. október 6-án.

## Cselekmény
Az 1950-es években John Groberg az egyetem után hároméves misszióra indul Tongára. Groberg és menyasszonya, Jean levelezéssel tartják egymással a kapcsolatot. Groberg beszámol neki arról, hogy egy őslakos tongai társat kapott maga mellé, akit Fekinek hívnak. A férfinak misszionáriusként el kell sajátítania a tongai nyelvet és kultúrát. A helyieket megosztja a jelenléte, egy keresztény lelkész próbálja rávenni az embereket, hogy ne hallgassanak Fekire és Grobergre. Később négy embert rájuk küld, hogy verjék meg őket, de Tomasi megakadályozza a támadást. Tomasi bevallja, hogy kisfiúként a mormon egyházhoz tartozott, és elkezd eljárni az egyházi összejövetelekre.
Groberg imádkozik egy balesetet szenvedett fiúért, és ellátja a sérüléseit. Mikor egy fiatal nő megpróbálja őt elcsábítani, a férfi megtanítja őt a házasságról. Tonga szigetén egy nap tájfun pusztít, sok ember pedig életét veszti vagy a viharban, vagy az utána következő éhínségben. A keresztény lelkész végül megosztja Groberggel az utolsó falatot. Mikor Groberg egy tengeri utazásra indul, újra viharba kerül, és vízbe esik, így kénytelen kiúszni a szigetre. Mikor a férfi visszatér a kunyhójába, a misszió elnökével találkozik. Az elnök elégedetlen, mert nem kapott jelentéseket, ezért Groberg az egész éjszakát azzal tölti, hogy feljegyzéseket írjon az egyháznak. Amikor misszionáriusi ideje véget ér, Groberg táviratot kap, amelyben utasítják, hogy térjen vissza Új-Zélandra, ahonnan Idaho Fallsba utazik. Tonga lakói összegyűlnek, hogy elbúcsúztassák Groberget. Hazatérve a férfi feleségül veszi Jeant.

## Szereplők
| Szerep              | Színész            | Magyar hang      |
| ------------------- | ------------------ | ---------------- |
| John H. Groberg     | Christopher Gorham | Hamvas Dániel    |
| Jean Sabin          | Anne Hathaway      | Haumann Petra    |
| Feki                | Joe Folau          | Csőre Gábor      |
| Kelepi              | Nathaniel Lees     | Orosz István     |
| Lavinia             | Miriama Smith      | Böhm Anita       |
| Tomasi              | Alvin Fitisemanu   | Faragó András    |
| Finau               | Pua Magasiva       | n.a              |
| Kuli                | Peter Sa'ena-Brown | Kárpáti Levente  |
| Asi                 | Whetu Fala         | Némedi Mari      |
| Noli                | Apii McKinley      | Andresz Kati     |
| miniszter           | Paki Cherrington   | n.a              |
| Edward              | Jeremy Birchall    | n.a              |
| John apja           | Ross Duncan        | Katona Zoltán    |
| John anyja          | Maggie Harper      | Illyés Mari      |
| Suvai misszionárius | Christian Davis    | Makay Sándor     |
| Coombs elnök        | Gerald R. Molen    | Cs. Németh Lajos |
| Stone elnök         | John Sumner        | n.a              |
| Lavania apja        | Taua Benioni       | Rosta Sándor     |

## Fogadtatás

### Kritikai visszhang
A film nagyrészt visszatetszést keltett. A Rotten Tomatoeson 30%-os minősítést ért el 43 értékelés alapján, az összefoglaló szerint: „A Meztelen mennyország a megtérteknek prédikál; mások valószínűleg leegyszerűsítő, sőt sértő propagandának fogják tartani.” Robert K. Elder a Chicago Tribune-től azt írta: „Lélegzetelállító egzotikus tájat örökít meg, amelyet csak a szereplők önelégültsége zavar meg.” Michael O'Sullivan a Washington Posttól azt írta: „A Meztelen mennyország iránti gyomrod nagymértékben függ attól, hogy mennyire szereted a kukoricakonzervet.” Stephen Holden a New York Timestól azt írta: „A film vízióját egy fehér amerikairól, aki buzgón terjeszti a puritán kereszténységet a déltengeri szigetlakók között, csak egy igazi hívő élvezheti.”
A Metacritic 38 pontot adott a 100-ból 16 vélemény alapján. Chris Willman az Entertainment Weeklytől azt írta: „Sima, tényeken alapuló, missziós témájú dráma.” Lou Lumenick a New York Posttól azt írta: „Könnyebb végigülni, mint a tipikus, komoly keresztény filmeket.” Scott Foundas a Varietytől azt írta: „A lelkesítő, családbarát alkotás nagyszabású, epikus megjelenéssel és a legmodernebb vizuális effektusokkal rendelkezik, amelyek segítenek abban, hogy a film a keresztény szórakoztatás mainstreamingjének kiemelkedő példája legyen.”

### Bevétel adatai
A Box Office Mojo szerint a film veszteséges volt. A 38 millió dolláros költségvetésre 24 millió dolláros bevétel érkezett.